# 25653 Baskaran
25653 Baskaran è un asteroide della fascia principale. Scoperto nel 2000, presenta un'orbita caratterizzata da un semiasse maggiore pari a 2,8417860 UA e da un'eccentricità di 0,0341744, inclinata di 2,83952° rispetto all'eclittica.